# Rhyacophila arhaviensis
Rhyacophila arhaviensis là một loài Trichoptera trong họ Rhyacophilidae. Chúng phân bố ở miền Cổ bắc.